# 冯帅章
冯帅章，中华人民共和国教育部长江学者特聘教授，暨南大学经济与社会研究院院长、教授，主要从事劳动经济学研究，出版《城市的未来——流动儿童教育的上海模式》等专著。

## 社会兼职
- 中国民政部专家咨询委员会委员
- 中国劳动经济学会就业促进专业委员会副会长